# Łukasz Hwang Sŏk-tu
Łukasz Hwang Sŏk-tu (kor. 황석두 루가) (ur. 1813 w Yŏnp'ung w Korei; zm. 30 marca 1866 w Galmaemot w Korei) – koreański katechista, męczennik, święty Kościoła katolickiego. 
Hwang Sŏk-tu urodził się w Yŏnp'ung w ówczesnej prowincji Chungcheong jako jedyny syn w zamożnej rodzinie szlacheckiej. Ojciec pozwolił mu studiować, żeby mógł zdawać egzamin państwowy dla zwiększenia prestiżu rodziny. W związku z tym, gdy miał 20 lat, udał się na egzamin do Seulu. W drodze, w jednej z gospód, spotkał człowieka, który zapoznał go z religią katolicką. Po trzech dniach Hwang Sŏk-tu wrócił do domu z kilkoma katolickimi książkami. Gdy ojciec dowiedział się, że nie zdawał egzaminów, a zamiast tego zaczął studiować nową religię, ciężko go pobił. Nie zmieniło to jednak jego postępowania, a nawet udało mu się nawrócić żonę na katolicyzm. Zagniewany ojciec zagroził mu śmiercią, w reakcji na co Łukasz Hwang Sŏk-tu przez 2 lata udawał niemego. W końcu rodzina dała za wygraną i pozwolono mu uczyć się religii.
Po przybyciu do Korei biskupa Farreola Łukasz Hwang Sŏk-tu przedstawił mu swoją chęć służby Kościołowi przez resztę życia. Otrzymał pozwolenie na zamieszkanie oddzielnie od żony, a ponadto biskup postanowił uczynić go kapłanem. Ten plan nie został jednak zaaprobowany przez Stolicę Apostolską, gdyż nie było w okolicy żadnego klasztoru, do którego mogłaby wstąpić jego żona. Po śmierci ojca Łukasza Hwang Sŏk-tu, krewni przejęli jego majątek. On sam natomiast został nauczycielem literatury chińskiej i katechizmu. Następnie został asystentem biskupa Szymona Berneux i Antoniego Daveluy. Z biskupem Berneux napisał wiele książek.
Podczas aresztowania biskup Daveluy prosił prześladowców, żeby zostawili Łukasza Hwang Sŏk-tu na wolności, jednak ten ostatni nalegał na uwięzienie razem z biskupem. Więźniów wysłano do Seulu. Łukasz Hwang Sŏk-tu został ścięty 30 marca w Galmaemot w ówczesnej prowincji Chungcheong, razem z biskupem Daveluy i dwoma innymi misjonarzami (Aumaitre i Huin).
Dzień jego wspomnienia przypada 20 września (w grupie 103 męczenników koreańskich).
Beatyfikowany 6 października 1968 roku przez Pawła VI, kanonizowany 6 maja 1984 roku w Seulu przez Jana Pawła II w grupie 103 męczenników koreańskich.